# Maurice Fréchuret
Maurice Fréchuret, né à Saint-Étienne le 25 juillet 1947, est un historien de l’art français.

## Repères biographiques
Avant de s'intéresser à l'histoire de l'art proprement dite, Maurice Fréchuret oriente d'abord sa réflexion vers la sociologie et l’aménagement de la ville (DEA de sociologie, dans l’Unité d’enseignement et de recherche « Urbanisme et Aménagement » de Grenoble en 1976 et obtient en 1977 un doctorat de 3e cycle de sociologie et d’études urbaines, sous la direction de Michel Maffesoli. Quatre ans plus tard (1981), il est nommé professeur de culture générale à l’École supérieure des beaux-arts de Saint-Étienne, où il assure un enseignement d’histoire de l’art. En 1985, il prépare un DEA d’histoire de l'art à l'institut d'histoire de l’art et d’archéologie de Lyon, sous la direction de Pierre Vaisse, et obtient en 1986 un doctorat d'Histoire de l’art sous la direction de Pierre Vaisse. La même année, il est nommé responsable du service éducatif du Musée d'art et d'industrie de Saint-Étienne. Il continuera jusqu’en 1996 à enseigner l’histoire de l’art, principalement de l’art du XXe siècle, dans différents lieux (École normale de Saint-Étienne et École d’architecture de Lyon en 1987 ; chargé de cours à la Faculté d’Arts plastiques de l’Université de Saint-Étienne et à l’École des Beaux-Arts de la même ville de 1986 à 1996) jusqu’en 1996.
Conservateur au musée d'art moderne de Saint-Étienne de 1986 à 1993, puis du musée Picasso d'Antibes de 1993 à 2001(il est alors nommé conservateur en chef du patrimoine) et directeur du CAPCmusée d’art contemporain de Bordeaux de 2001 à 2006, il est nommé conservateur des Musées nationaux du XXe siècle des Alpes-Maritimes en 2006 et exerce ces fonctions jusqu’en 2014
Parallèlement à son travail d'enseignant, de conservateur du Patrimoine et de commissaire d'expositions, Maurice Fréchuret s'est fait connaître par un grand nombre des publications (livres, articles de catalogues, entretiens) concernant l'art et l'histoire de l'art.

## Œuvre critique

### Les recherches sur Charles Maurin
En 2006, Maurice Fréchuret rédige le catalogue de l’exposition consacrée au peintre et graveur Charles Maurin au musée Crozatier de Puy-en-Velay : Maurice Fréchuret, Charles Maurin, un symboliste du réel, Éditions Fage, Musée Crozatier du Puy-en-Velay, 2006, au sujet duquel Jean-David Jumeau-Lafond écrira : « Cet ouvrage se présente plus comme une véritable monographie que comme un catalogue. (…) Fruit de ses recherches approfondies, il apporte sur cet artiste peu étudié une somme tout à fait conséquente. (…) Le sous-titre paradoxal « Symboliste du Réel » tente de faire la synthèse d’une œuvre partagée entre des aspirations apparemment divergentes, mais qui possède pourtant sa logique. (…) En évitant de relier l’artiste à une esthétique unique, l’essai de Maurice Fréchuret donne une image fidèle, sinon toujours très facile à suivre, d’une œuvre ouverte sur plusieurs tendances et éloignée des partis pris théoriques. ».

### Le mou et ses formes
Dans Le mou et ses formes. Essai sur quelques catégories de la sculpture du XXe siècle, publié en 1993 puis en 2004, Maurice Fréchuret s’intéresse à ce que devient la sculpture « dès lors qu’elle a perdu ses fonctions de monumentalité religieuse et d’édification politique » : « Là où le monument n’est plus », écrit Yves Michaud, « reste le tas. Là où le symbole ne se dresse plus, demeure la coulée. » Maurice Fréchuret établit donc la chronologie de cette « débandade de la sculpture », d'abord avec une étude approfondie d'œuvres de Marcel Duchamp, puis avec les liquéfactions et formes « élastiques et pendantes » de Salvador Dalí, les matériaux de Joseph Beuys, les expansions de César (sculpteur), les tas de sable et de gravier de Ben, le tas de pommes de terre de Giuseppe Penone, les tas de mottes de terre de Mario Merz, etc. Avec Le mou et ses formes, Maurice Fréchuret inaugure, selon son préfacier Yves Michaud, « une nouvelle histoire de l'art, diagonale et transversale, plus attentive aux objets qu'à la simple chronologie des mouvements et aux classifications habituelles. »

### La machine à peindre
Avec La Machine à peindre, éd. Jacqueline Chambon, 1994, à travers une approche formaliste renouvelée et grâce à de vastes connaissances historiques, Maurice Fréchuret poursuit son projet d’une histoire de l’art du XXe siècle qui délaisse les classifications et les chronologies convenues pour élaborer de nouvelles catégories. Barthélémy Schwartz, dans la Comète d'Ab irato (1994), son Glob créatif, écrit à propos de cet ouvrage : « Cet ouvrage ne révolutionne pas le mode de lecture des œuvres d’art, mais il permet d’insister sur les limites d’une critique et d’un art produits d’une gestion consensuelle de la société qui s’achève : celle de la société d’économie mixte »

### L'envolée, l'enfouissement
L'exposition organisée Par Maurice Fréchuet en 1995 sous le titre "un rien précieux", dira Geneviève Breerette dans Le Monde, L'envolée, l'enfouissement donne lieu à la publication d'un important catalogue : « Maurice Fréchuret propose une réflexion sur les répercussions de la guerre et des drames de l'Histoire, sur l devenir des formes à travers deux types de "figures" qu'il a repérés : celle de l'envolée, significatives d'élans, de désirs de détachement de l'ici-bas, d'aspirations vers les hautes sphères qui marqueraient la production de l'entre-deux-guerres ; celle de l'enfouissement, lourdes de matières gluantes et chaotiques, d'effets de terres et de sols, qui s'amorceraient avec la deuxième guerre et domineraient ses lendemains, en France tout du moins. » Danièle Gillemon écrit à ce propos, dans Le Soir du 16 août 1995 : « À la base, l'idée fort séduisante que l'art du siècle, après 1918, s'organise plastiquement et symboliquement selon deux mouvements contraires, l'un aérien (pendant l'entre-deux-guerres) prônant l'abandon d'un ici-bas inhabitable au bénéfice de l'exploration de nouveaux espaces, l'autre au contraire (deuxième moitié du siècle) porté par l'idée de la chute et du retour à la terre, voire à une réalité plus sombre et contraignante. »

### Les années 1970: l'Art en cause
L'exposition donnée à Bordeaux en 2002 et intitulée Les années 70, l'art en cause donne également lieu à la publication d'un catalogue, dont Philippe Pigue dit : « Particulièrement effervescentes en matière de création artistique, les années 1970 ont vu émerger de très nombreuses avant-gardes: Art minimal, Art conceptuel, Body Art, Land art, Arte povera, Supports/Surfaces, etc., qui visent toutes sortes de remises en question fondamentales tant du rôle de l'artiste que du statut de l'œuvre d'art. Maurice Fréchuret, directeur du CAPC-Musée d'Art contemporain de Bordeaux, en propose une relecture au travers d'une exposition ambitieuse dans un lieu qui en a suivi en son temps l'aventure. » Michel Nuridsany qualifie le projet "d'exposition de haut vol"

## Expositions
Au cours de sa carrière de conservateur, Maurice Fréchuret a organisé de très nombreuses expositions temporaires, tant au Musée Picasso (Antibes) que dans d’autres lieux, expositions consacrées le plus souvent à des artistes contemporains.

### Expositions à portée historique ou anthropologique
- 1946, l'art de la reconstruction, une exposition qui portait sur une seule année de la production artistique en Europe, organisée au Musée Picasso d'Antibes en 1996.
- Les années 70, l'art en cause, CAPC Musée d'art contemporain de Bordeaux, 2002[10]
- À l'épreuve de la lumière, qui analysait l'apport de (Bonnard, Matisse, Picasso...) à l'histoire de l'art moderne en liaison avec leurs séjours sur la Côte d'Azur[11]
- Exils (commissariat assuré avec Laurence Bertrand-Dorléac), qui s'attachait à suivre le statut d'exilé dans les trajectoires artistiques de certains artistes comme Picasso, Léger et Chagall, mais aussi Otto Freunlich. Dans cette même série, l'exposition intitulée L'envolée, l'enfouissement (Musée Picasso d'Antibes, 1995), portait sur la période de l'immédiat après-seconde guerre mondiale[12].
- L'Art médecine (Musée Picasso d'Antibes, 1999, commissariat assuré avec Thierry Davila), chez Matisse, Fernand Léger ou Beuys, etc.
- Un siècle d'arpenteurs, les figures de la marche (Musée Picasso d'Antibes, 2000-2001, commissariat assuré avec Thierry Davila)[13].
- Hors-d'œuvre : ordre et désordre de la nourriture (commissariat assuré avec  Éric Féloneau), explorait le rôle de la nourriture dans la production artistique.
- Dormir, rêver et autres nuits (commissariat assuré avec François Poisay) celui du rêve et du sommeil.

### Expositions monographiques d’artistes modernes et contemporains
Pablo Picasso, Fernand Léger, Marc Chagall, Pierre Tal Coat, Geer Van Velde, Graham Sutherland…
Alicia Framis, Hubert Duprat, Francis Alÿs, Tatiana Trouvé, Laboratoire Stalker, Denis Castellas, Natacha Lesueur, Pilar Albarràcin, Thomas Struth, Alice Anderson, Zineb Sedira, Franck Scurti, Jean-Baptiste Ganne, Pugnaire et Raffini, Geer Van Velde, Pierre Tal Coat, Graham Sutherland, ….
Retraçant son parcours, Alain Amiel conclut :  « Par les thèmes originaux impulsés tout au long de son parcours, Maurice Fréchuret se montre un fin analyste de notre époque et du regard que les artistes portent sur elle. »

## Principales publications
- L’art contemporain – Diffusion, animation, formation, Musée de Saint-Étienne, Nîmes, septembre 1985.
- « L’impossibilité de peindre », « La céramique expérimentale en Italie », « Les interrogations esthétiques en Italie », « Du vide et du plein », « La cité idéale et la tribu primitive », dans  L’art en Europe, les années décisives 1945-1953, Éditions Skira, musée d’Art moderne de Saint-Étienne, 1987.
- « La Tabula Rasa ou le vide de la peinture », dans Figurations de l’Absence, CIEREC, Université de Saint-Étienne, 1987.
- Baj / Jorn, Lettres 1953-1961, Musée d’art moderne, Saint-Étienne, 1989.
- « Malerei des Mistrauens », dans Paris, Kunst des 50 er Jarhes, Saarland Museum Saarbrüken, 1992
- « Du rigide au flexible : une histoire de formes », dans Art et contemporanéité, La lettre Volée, Bruxelles, 1992.
- « Victor Brauner », « Alberto Giacometti », « Francis Gruber », dans L’écriture griffée, Musée d’art moderne de Saint-Étienne, 1993.
- Le mou et ses formes, essai sur quelques catégories de la sculpture du XXe siècle, École Nationale supérieure des Beaux-Arts, Paris, 1993, édition Jacqueline Chambon, Paris, 2004 (réédition).
- La machine à peindre, édition Jacqueline Chambon, Nîmes, 1994.
- L’envolée, l’enfouissement, histoire et imaginaire aux temps précaires du XXe siècle, éditions Skira, Réunion des Musées Nationaux, 1995.
- Picasso, 1945, Les Figures de la Liberté, 1945, Musée Rath, Genève, 1995.
- « Les formes engagées », Face à l’histoire, 1933 – 1996, Centre Georges-Pompidou, Éditions Flammarion, 1996.
- « Panorama artistique européen en 1946 », dans 1946, L’art de la reconstruction, éditions Skira, Musée Picasso, Antibes, 1996.
- 1946, Picasso et la Méditerranée retrouvée, entretien avec Françoise Gilot, éditions Grégoire Ardette, Nice, 1996.
- « Anna-Eva Bergman, du mesurable à l’incommensurable » dans Anna-Eva Bergman, Malerier og tegninger, 1949-1987, Tonsberg, Stavanger, Hovik, 1996
- « Pour une reconsidération de l’approche formaliste », Où va l’histoire de l’art contemporain ?, L’image, École nationale supérieure des Beaux-Arts, Paris, 1997.
- « A l’épreuve de la lumière », dans La côte d’Azur et la modernité, 1918 – 1958, éditions Musées Nationaux, 1997.
- « Tal Coat, 1936-1946, le profil de l’histoire », Tal Coat, devant l’image, Musée d’art et d’histoire, Genève, Musée Unterlinden, Colmar, Musée Picasso, Antibes, Kunstmuseum, Winterthur, 1997.
- « A la fois, la racine et le fruit », Hubert Duprat, Musée Picasso, Antibes, Mamco, Genève, Frac Limousin, Limoges, 1998.
- « Graham Sutherland ou la nature paraphrasée », « Graham Sutherland, peintre de guerre », dans Sutherland, une rétrospective, Musée Picasso, Antibes, 1998.
- L’Art médecine (en collaboration avec Thierry Davila), Musée Picasso, Antibes, édition Réunion des Musées Nationaux, 1999.
- La métaphore plastique, 1939-1945, L’homme au mouton, Picasso, Musée national Picasso, la Guerre et la Paix, Musée Magnelli, Musée de la céramique, Vallauris, 1999.
- « Un siècle d’arpenteurs, les figures de la marche », « Le pied arpenteur », dans Un siècle d’arpenteurs, les figures de la marche, édition Réunion des Musées Nationaux, 2000.
- « Via le monde », Constant, une rétrospective, Musée Picasso, Antibes, éditions Réunion des musées nationaux, MPA, 2001.
- Les années 1970, l’art en cause, capcMusée d’art contemporain de Bordeaux, Réunion des musées nationaux, 2002.
- « Tatiana Trouvé ou la construction en spirale », in Tatiana Trouvé, capcMusée d’art contemporain de Bordeaux, 2003.
- « Embrasser le mur », in Jessica Stockholder, TV. Tipped Toe Nails & the Green Salami, capcMusée d’art contemporain de Bordeaux, 2003.
- « Intimité du coin, générosité de l’angle », in À angles vifs, capcMusée d’art contemporain de Bordeaux, Fage éditions, 2004.
- « Stalker not made, nomade », Stalker, capcMusée d’art contemporain de Bordeaux, Fage Éditions, 2004.
- « C R-B », in Claire Roudenko-Bertin, capcMusée d’art contemporain de Bordeaux, Fage Éditions, 2004.
- Ordres et désordres de la nourriture, Catalogue de l’exposition Hors d’œuvre : ordre et désordres de la nourriture, capcMusée d’art contemporain de Bordeaux, Fage Editions, 2004.
- L’œuvre en programme, capcMusée d’art contemporain de Bordeaux, Fage éditions, Bordeaux, Lyon, 2005.
- « La réserve quand cesse la profusion », dans Picasso, l’objet du mythe, École nationale supérieure des Beaux-Arts, Paris, 2005
- Lida Abdul, Musées nationaux du XXe des Alpes-Maritimes, 2007 pour le catalogue numérique et Éditions de l’Art, Nice, 2010
- La partie de campagne, Fernand Léger et ses amis photographes, Réunion des musées nationaux, Musées nationaux du XXe des Alpes-Maritimes, 2008
- Monstres, chimère et figures hybrides, Réunion des musées nationaux, Musées nationaux du XXe des Alpes-Maritimes, 2008.
- "La Donna-gallo, l’uomo-lampione e l’asino-pittore, piccolla introduzione allo studio dell’iconografia dell’ibrido » dans Marc Chagall, MAN, Nuoro, 2008
- Sens dessus dessous, le monde renversé de Chagall
- « Les  Constructeurs, petite contribution pour l’étude d’une allégorie », in Fernand Léger, Les Constructeurs, Réunion des musées nationaux, Musées nationaux du XXe des Alpes-Maritimes, 2008
- « Un peintre, accoudé à la fenêtre », in Chagall, un peintre à la fenêtre, Réunion des musées nationaux, Musées nationaux du XXe des Alpes-Maritimes, 2008
- « Dis-moi, Blaise, sommes-nous loin de Montmartre et de Montparnasse ? » dans Dis-moi, Blaise, Léger, Chagall, Picasso et Blaise Cendrars, Réunion des musées nationaux, Musées nationaux du XXe des Alpes-Maritimes, 2008
- « La Peinture autrement » (en collaboration avec Ariane Coulondre), in L’Art contemporain et la Côte d’Azur, Les Presses du réel, 2011
- Exils, réminiscences et nouveaux mondes (en collaboration avec Laurence Bertrand-Dorléac), Réunion des musées nationaux, musées nationaux du XXe des Alpes-Maritimes, 2012
- « Devant, derrière, à travers le miroir » dans Chagall devant le miroir, Réunion des musées nationaux, musées nationaux du XXe des Alpes-Maritimes, 2013
- « Entretien avec Maurice Fréchuret » par François Trahais dans Narration et lien social, Essais, revue interdisciplinaire d’Humanités, numéro 3, École doctorale Montaigne-Humanités, Bordeaux, 2013
- " Le Réel transposé " dans Fernand Léger, reconstruire le réel, Réunion des musée nationaux, musées nationaux du XXe des Alpes-Maritimes, 2014.
- Melik Ohanian, face à face, 3451 larmes de béton, musées nationaux du XXe siècle des Alpes-Maritimes, 2012
- Jean-Baptiste Ganne, Entretien, musées nationaux du XXe siècle des Alpes-Maritimes, 2013
- Droit de retrait, Séminaire « Arts et société », Centre d’histoire, Sciences po, Paris, 2015 (en ligne)
- Le doute comme moteur de création, dans Les arts à Paris après la Libération, Temps et Temporalité, Centre culturel allemand, Paris, 2015 (en ligne)
- « Le cheval et la puce, petite contribution à l’étude des rapports de l’art et de la machine de 1910 à 1970 » dans l’Art et la machine, du XVIIIe au XXIe  siècle, Lyon, Lien Art/musée des Confluences, 2015
- De quelques figures récurrentes dans l’art vidéo - OVNI - Nice, 2016
- Effacer, Paradoxe d’une geste artistique, Éditions Les Presses du réel, collection « Deladus », Dijon, 2016[17], Prix Pierre Daix, 2016[18]
- " The Horse and the Mouse", dans Artists and Robots, Astana (Kazakhstan), 2017
- "L'Art et la vie/Comment les artistes rêvent de changer le monde XIXe – XXIe siècle", Dijon, Les Presses du réel, 2019
- « Florian Schönerstedt, archéologue du quotidien » dans Méta-archéologie, musée d’archéologie de Nice / Cimiez, 2019
- "Retrait de l’artiste, renoncement à l’œuvre » dans Retrait, effacement, disparition, Presses universitaires de Rennes, coll. « Arts contemporains », à paraître
- "Entre temps, le décor a changé" dans Pascal Navarro, Just like that bluebird, Marseille, 2020
- "Jean-Baptiste Ganne ou L'arte di Disoccuparsi" dans Switch (on paper), 2020
- "Entretien Fabrice Gallis et Maurice Fréchuret", dans Switch (on paper), 2021
- Roulé-Boulé, Linda Sanchez et Baptiste Croze. Nice, La Station, 2021
- Bernar Venet, L’Hypothèse de la gravité, Le Louvre, Lens. Éditions Skira, 2021
- Images de l'exil, Dijon, Les Presses du réel, 2021
- Respirer. La puissance créatrice du souffle, Dijon, Les Presses du réel, 2024